# Тежки крайцери тип „Хокинс“
Хокинс (на английски: Hawkins) са тип тежки крайцери на Британския Кралски флот. Във военноисторическата литература също се среща и транскрипцията Хаукинс. Всичко от проекта са построени 5 единици: „Хокинс“ (на английски: HMS Hawkins), „Фробишър“ (на английски: HMS Frobisher), „Ефингам“ (на английски: HMS Effingham), „Роли“ (на английски: HMS Raleigh) и „Кавендиш“ (на английски: HMS Cavendish).
Предшественици на подкласа „тежък крайцер“, в съответствие с условията на Вашингтонското морско съглашение от 1922 г. приети като еталонни образци, определящи, за подкласа „тежък крайцер“, величината на най-голямата пределна стандартна водоизместимост − 10 000 дълги тона и на-големият пределен калибър на артилерийското въоръжение – 203 mm. В тази връзка, крайцерите от типа „Хокинс“ на междудържавно ниво получават името: „Вашингтонски крайцери“ (на английски: Washington cruiser).

## История на създаването
През 1915 г. Британското Адмиралтейство, опасявайки се от германските леки крайцери – рейдери, поръчва леки крайцери – „изтребители на рейдери“, с усилено артилерийско въоръжение, превъзхождащи по главен калибър, въоръжението на всеки един от германските леки крайцери. В същото време главният калибър на оръдията на германските леки крайцери не надвишава величината 150 mm. Английските оръдия трябва да допускат ръчно зареждане и да превъзхождат германските по далечина на стрелбата. За да се обезпечат приемлива скорост на хода, и далечина на плаване, трябва да се подсигури голяма степен на „ходкост“ (съотношението между дължината на корпуса към ширината му), което води до увеличение на проектната водоизместимост до рекордна, за леките крайцери, величина. Така, този крайцер даже надвишава по дължина някои от английските линейни крайцери.

## Крайцер-провокатор
Построяването на крайцерите от типа „Хокинс“ се проточва и е завършено едва след края на Първата световна война. Към момента на влизането им в строй, тези кораби, на световно ново, са най-съвършените, но и най-скъпите образци в подкласа на крайцерите. Обаче, през 1922 г., в хода на Вашингтонската конференция за ограничаване на морските въоръжения, когато е взето решение за ограничаване на качествените характеристики най-напред на линейните кораби, включая линейните крайцери, необичайно големият калибър на главната артилерия на най-новите, към този период, леки английски крайцери от типа „Хокинс“, става повод за спорове. На първо време американците, започват да доказват, че крайцерите с такъв главен калибър трябва да се отнесат към класа „линеен крайцер“ и за това, за целите на осигуряване на паритет във военноморските въоръжения, искат тяхното утилизиране. Английската страна възмутено доказва, че тези крайцери не са линейни. В крайна сметка, американската страна, за да не раздразва англичаните и да не провокира сключването на съюз между Англия и Япония за разпределение на сферите на влияния на Тихоокеанския театър, дипломатично се съгласява с техните доводи, но при условие, че крайцерите от типа „Хокинс“ ще бъдат приети за лимитен еталон, определящ за всички тежки крайцери максимално допустимите значения на нормалната водоизместимост и главен калибър… В резултат, са приети членове XI и XII на Вашингтонския договор от 1922 г., забраняващи да се строят крайцери с водоизместимост над 10 хил. тона (английски дълги тонове) и с артилерия над 203 mm. При това, броят на новопостроените крайцери не се ограничава, но са приети сумарни ограничения за тонажа на флотовете на САЩ, Великобритания, Япония, Франция и Италия. Тъй като на строителството на линкори има наложен мораториум, „Хокинсите“ фактически провокират началото на „крайцерската треска“.
Самите „хокинси“ първоначално са класифицирани като леки, макар с флота, отчитайки голямата им водоизместимост и достатъчно големия калибър на главната артилерия, най-често са наричани просто крайцери или даже крайцери тежки. И едва след Лондонската конференция от 1930 г. те са окончателно отнесени към класа на тежките крайцери.

## Конструкция

### Въоръжение
Артилерията на главния калибър на крайцерите от типа „Хокинс“ съставлява седем 7,5-дюймови (190-мм) оръдейни установки с дълбоки щитове, разположени по следната схема: пет оръдия поставени на диаметралната плоскост на кораба, две – побордно.
На крайцерите е поставяни оръдията Vickers 7.5"/L45 BL MkVI образец 1919 г.

## История на службата
„HMS Hawkins (1917)“ – заложен на 3 юни 1916 г., спуснат на вода на 1 октомври 1917 г., влиза в строй на 23 юли 1919 г. Корабът е кръстен в чест на адмирал Джон Хокинс.
„HMS Frobisher (1920)“ – заложен на 2 август 1916 г., спуснат на вода на 20 март 1920 г., влиза в строй на 20 септември 1924 г. Корабът е кръстен в чест на мореплавателя Мартин Фробишър.
„HMS Effingham (1921)“ – заложен на 6 април 1917 г., спуснат на вода на 8 юни 1921 г., влиза в строй на 2 юли 1925 г. Корабът е кръстен в чест на Чарлз Хауард, 1-ви граф Нотингам, лорд Ефингам (на английски: Charles Howard, 1st Earl of Nottingham).
„HMS Vindictive (1918)“ – заложен на 29 юни 1916 г., спуснат на вода на 17 януари 1918 г., влиза в строй на 21 септември 1918 г. Корабът е кръстен в чест на мореплавателя Томас Кавендиш.
„HMS Raleigh (1919)“ – заложен на 4 октомври 1916 г., спуснат на вода на 28 септември 1919 г., влиза в строй на 15 април 1921 г. Корабът е кръстен в чест на сър Уолтър Рали.

## Оценка на проекта
Основното концептуално предназначение на проекта – далечно прихващане и унищожаване на леките крайцери на противника, от всеки клас, в условията на открития океан. Основният недостатък на проекта е високата му цена.
| „ | За сметка на това, в условията на Атлантика, той може „леко“ да прихване всеки рейдер. Впрочем, мощността на бордовия залп, при всички останали превъзходни качества на главната артилерия не е толкова голяма – един ствол на кула… В случай на „засада“ над крайцера-прихващач, той може с лекота да избяга на всеки германски линеен или лек крайцер, практически при всяка величина на вълната. | “ |

А а при малка вълна – да пресече преследването на по-бързоходните леки крайцери на противника като ги отблъсне със своя главен калибър, който при относително ниска скорострелност, осигурява превъзходство по далечината на поразяващото въздействие, оставайки при това извън досегаемостта на артилерията на преследващите го леки крайцери.
Следва да се отбележи, че концепцията за високоавтономен океански крайцер-прихващач, за първи път реализирана от англичаните в проекта „Хоукинс“, през 1930-те г. (след принудително преразглеждане на военноморската доктрина) е доста положително възприета от военнополитическото ръководство на СССР и впоследствие е частично реализирана в довоенните съветски проекти за тежки крайцери, и успешно осъществена в следвоенните съветски проекти за „големи леки крайцери“.

## Коментари
1. ↑  Всички данни са приведени към момента на влизане в строй.